# Kamov Ka-31
Kamov Ka-31 (rusko Ка-31) je mornariški helikopter za zgodnje opozarjanje, razvit za Sovjetsko vojno mornarico. Trenutno je v uporabi v Rusiji, Indiji in na Kitajskem.
Sovjetska vojna mornarica je naročila razvoj helikopterja za zgodnje opozarjanje leta 1985. V oblikovalskem biroju Kamov so helikopter oblikovali na podlagi helikopterja Ka-27. Sprva je prejel oznako Ka-252RLD in naj bi služil predvsem na letalonosilkah razredov Krečjet in Admiral Kuznjecov. Helikopter uporablja radar E-801 Oko, ki ga je razvil Gorkovski znanstvenoraziskovalni inštitut radioelektronike iz Gorkega. Radar lahko zazna in sledi do 40 tarčam naenkrat, ki letijo na višini med 5 in 3500 m. Tarče v velikosti lovca lahko zazna na razdalji 110 km, tarče v velikosti [[ladja|ladjeg] pa na razdalji 200 km. Antena je široka 6 m in visoka 1 m. 
Danes helikopter uporabljajo Indija (14), Kitajska (9) in Rusija (2 helikopterja).
Preizkušanje helikopterja se je začelo leta 1988, ladijsko preizkušanje pa leta 1990 na letalonosilki Admiral Kuznjecov.